# Buddhismus in Japan

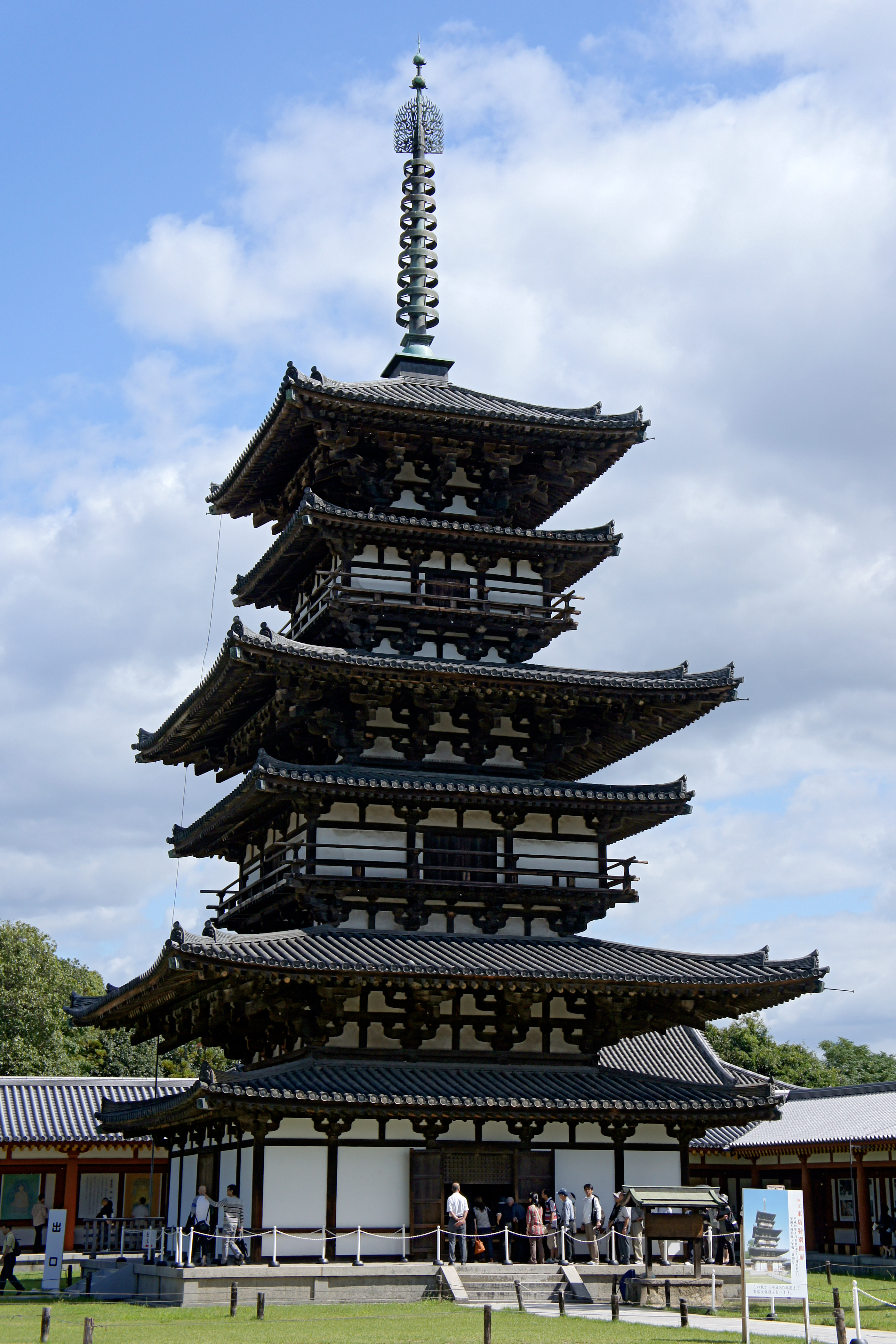
Östliche Pagode des Yakushi-Tempel (Yakushi-ji) in Nara, dem Haupttempel der Hossō-Schule

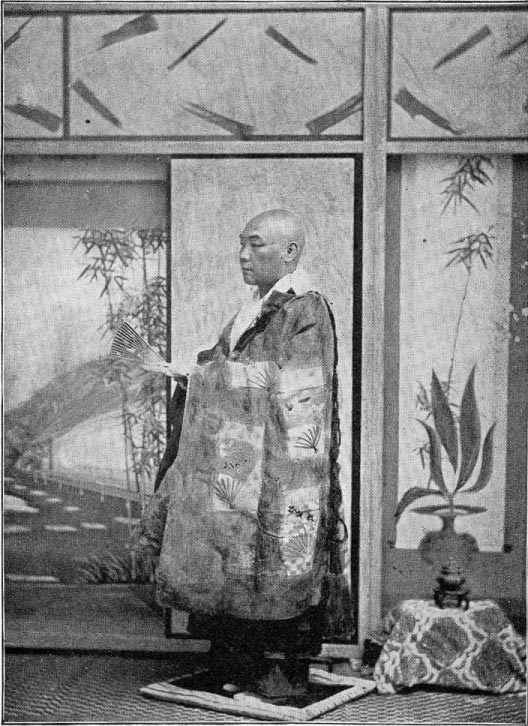
Japanischer buddhistischer Priester um 1897

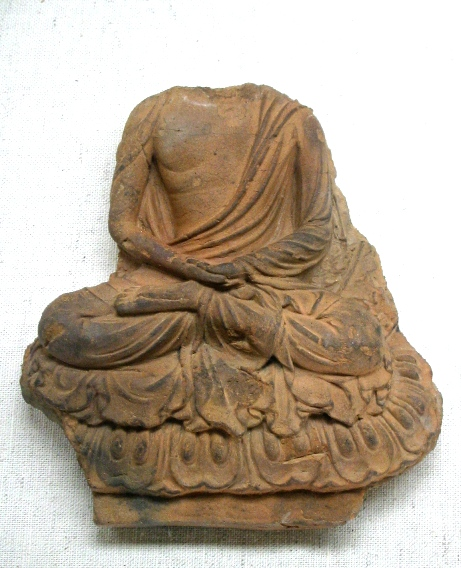
Fliese mit sitzendem Buddha aus dem 7. Jahrhundert (Nationalmuseum Tokyo)

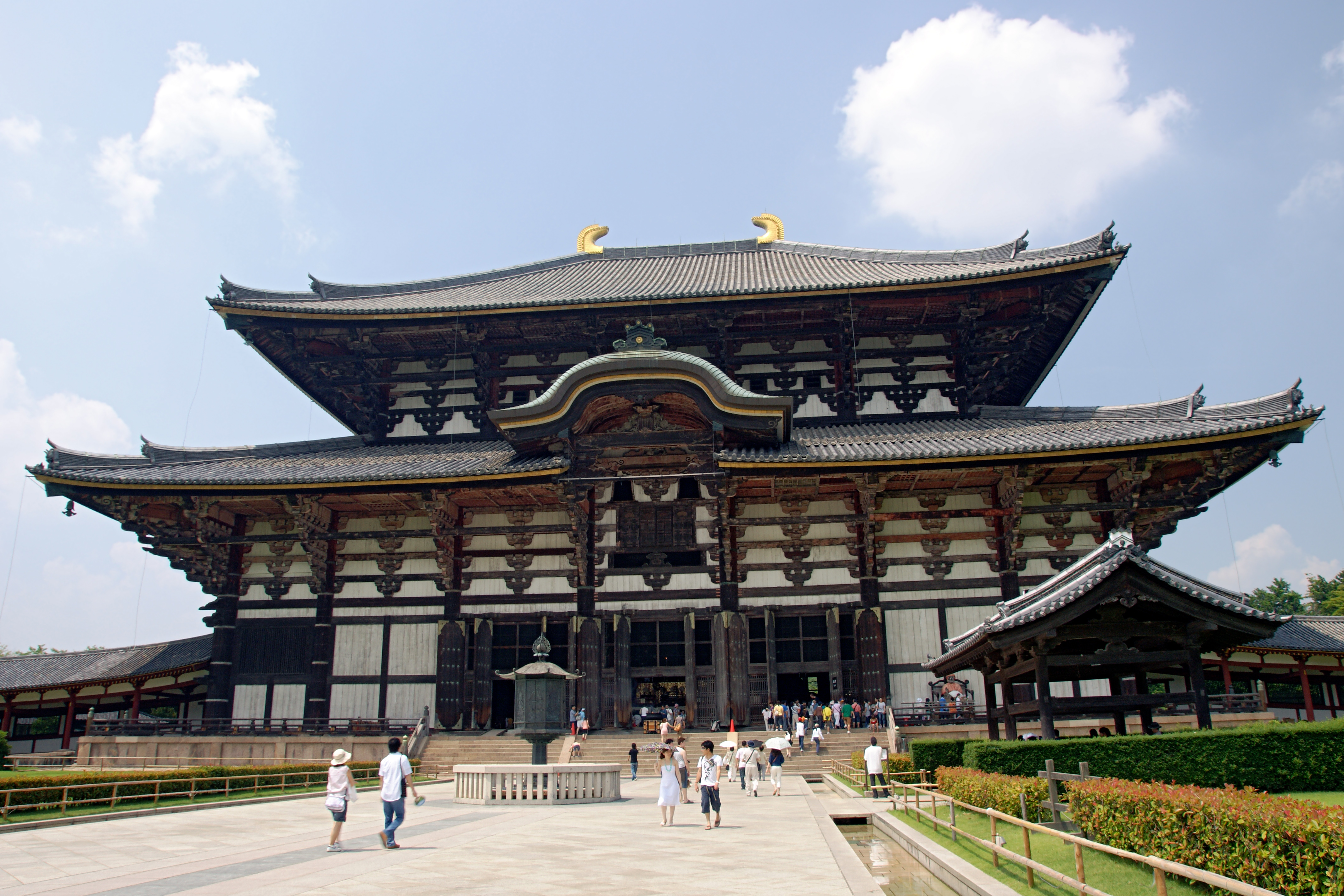
Tōdai-Tempel (Tōdai-ji) in Nara, Haupttempel der Kegon-Schule

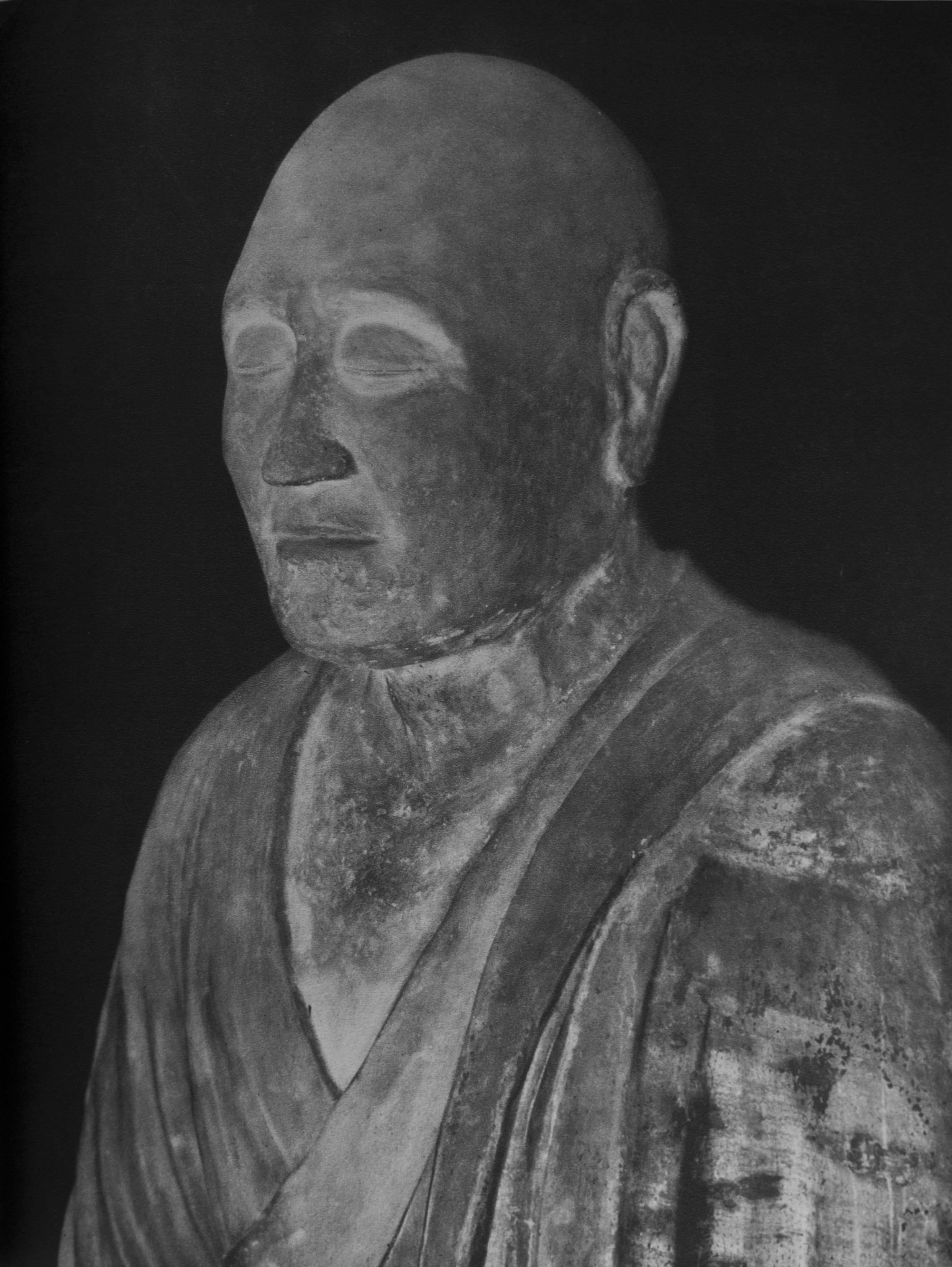
Statue von Ganjin, dem Begründer der „Regelschule“ Risshū, im Tōshōdai-Tempel zu Nara)

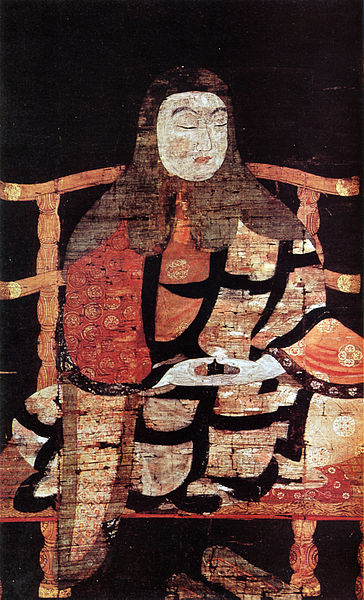
Saichō, Begründer des japanischen Tendai-Buddhismus

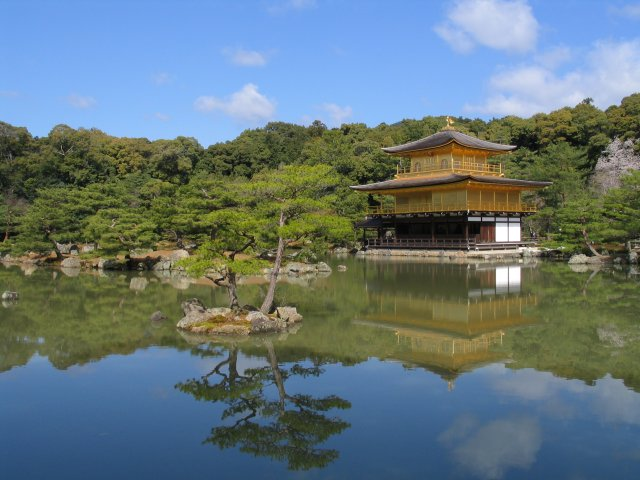
Der „Tempel des Goldenen Pavillon“ (Kinkaku-ji) in Kyōto

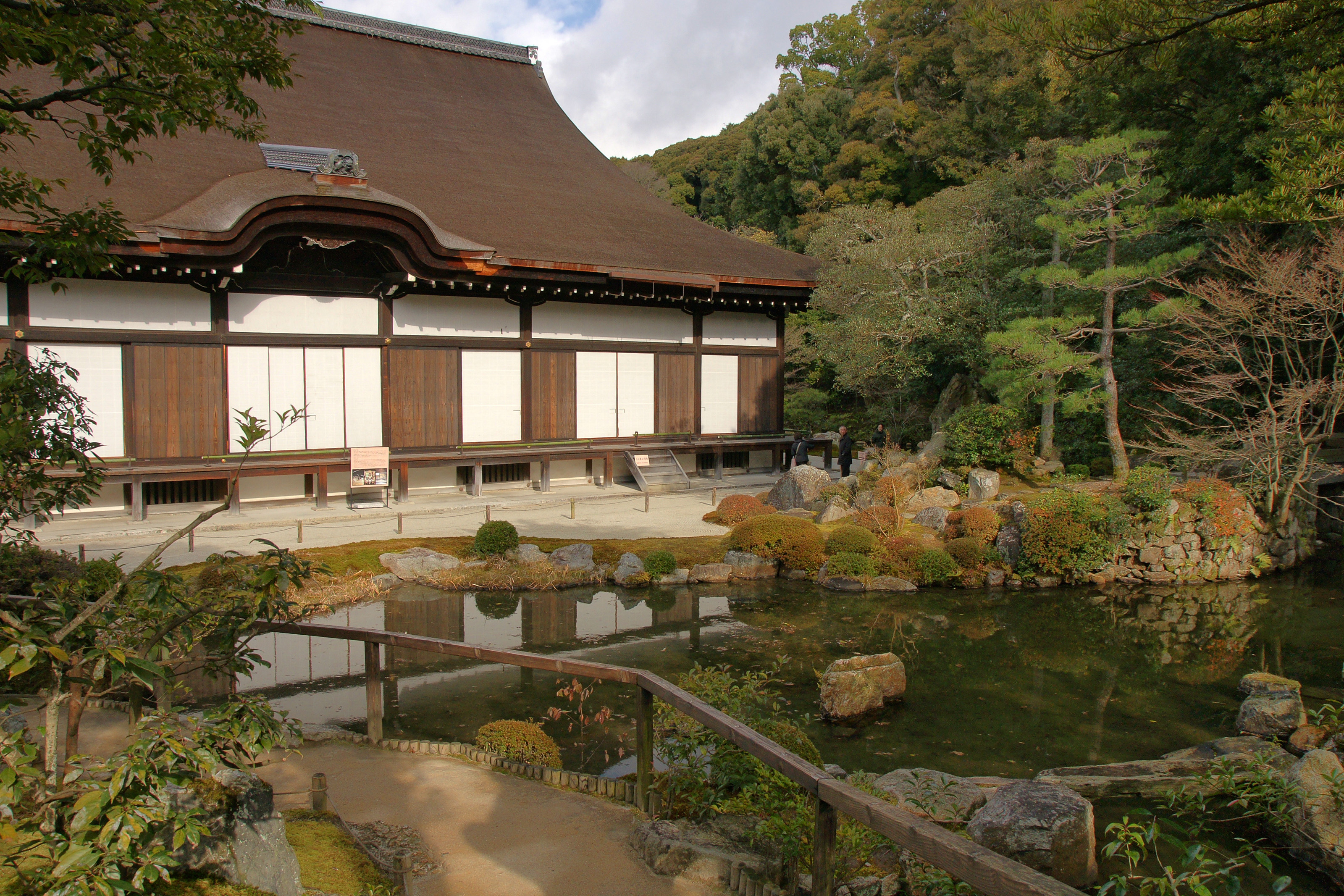
Chion-Tempel (Chion-in), Haupttempel der Jōdo-Schule

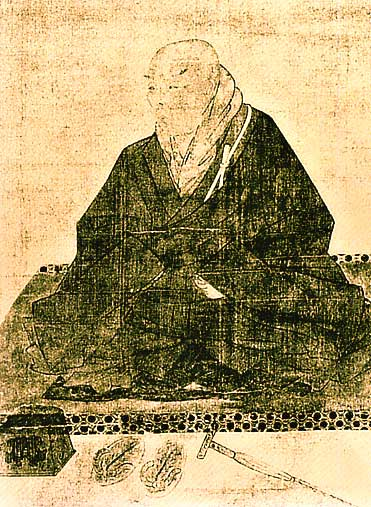
Shinran Shonin (Porträt im Hongan-Tempel, Kyōto)

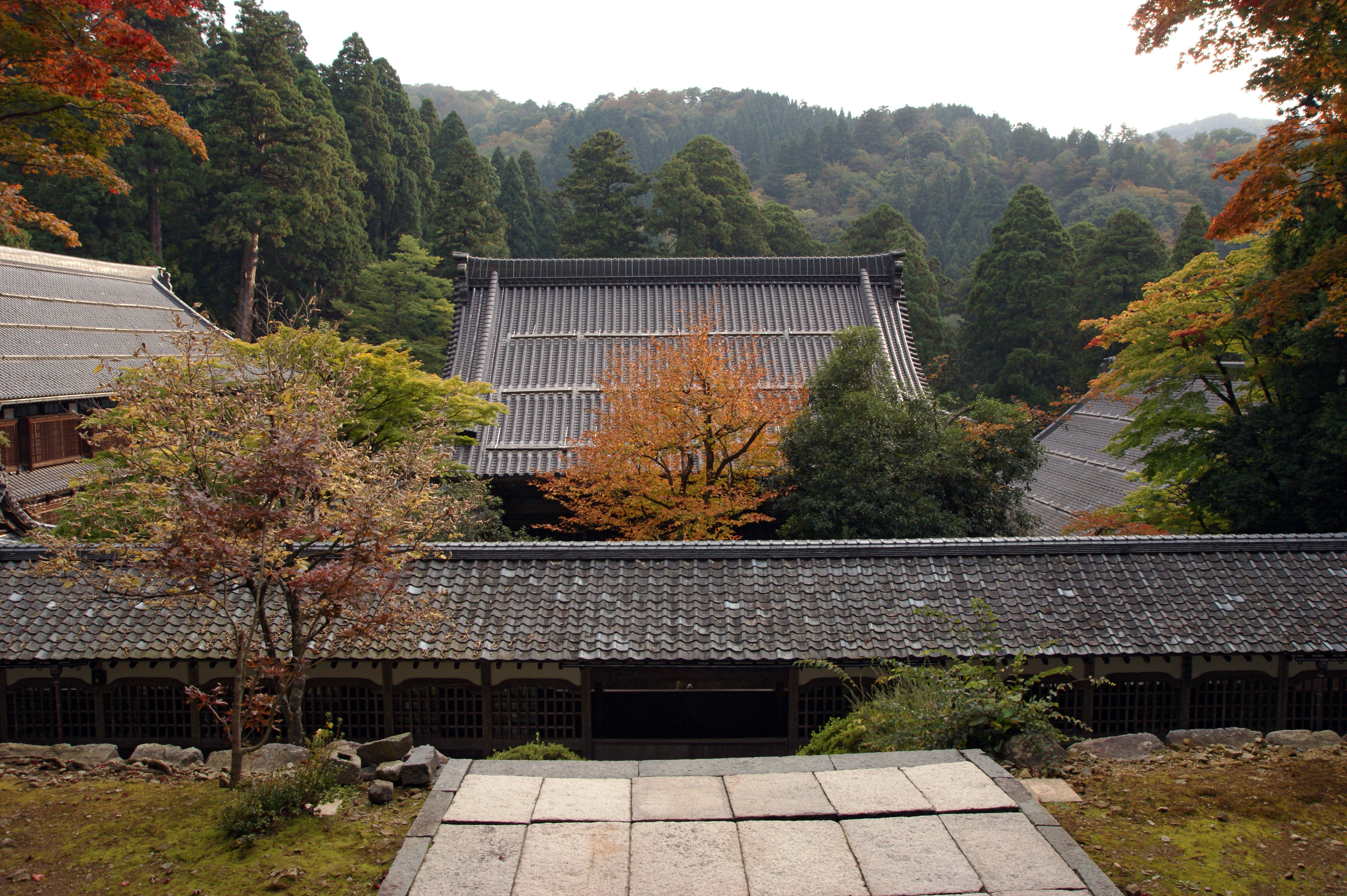
Eihei-Tempel (Eihei-ji), Haupttempel der Sōtō-Schule

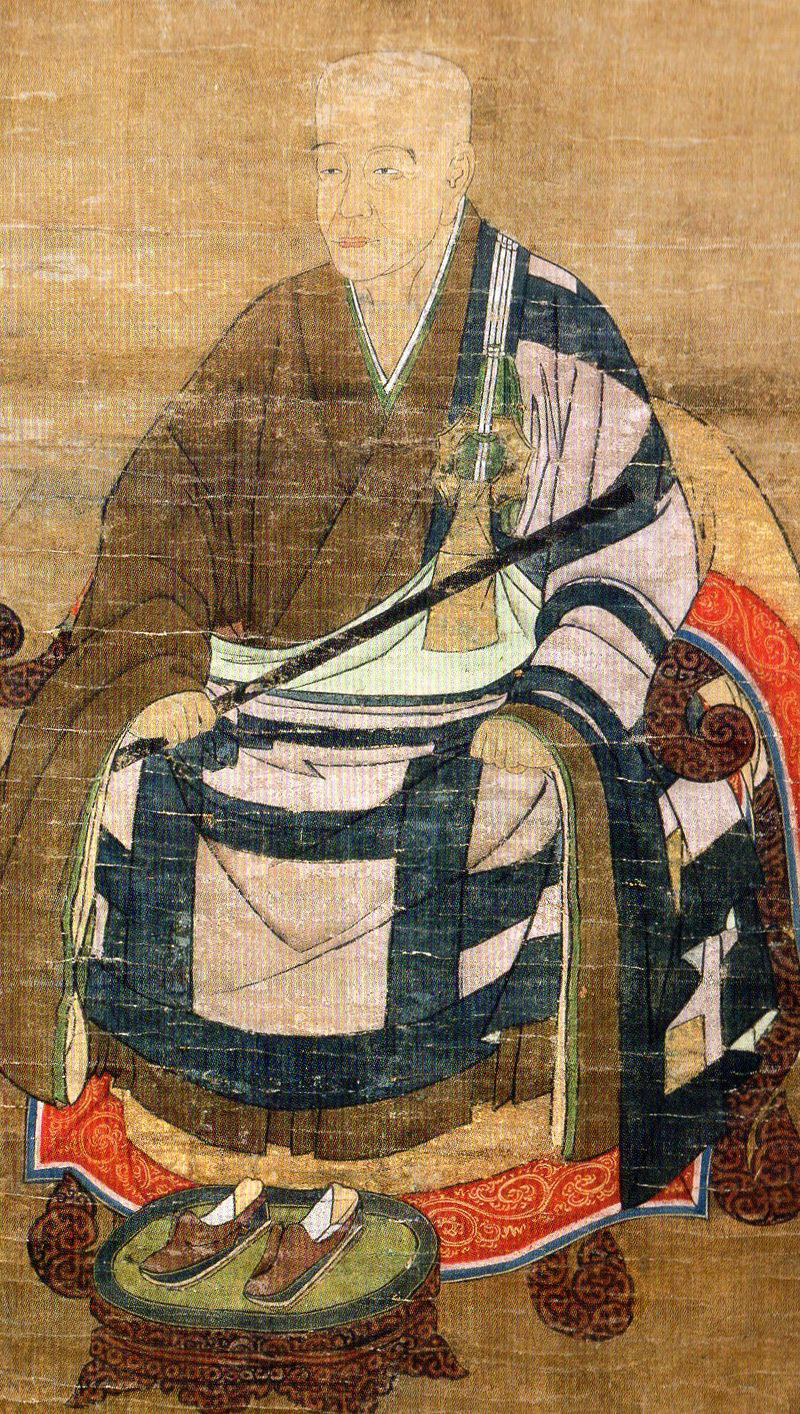
Myōan Eisai, Gründer der japanischen Rinzai-Schule

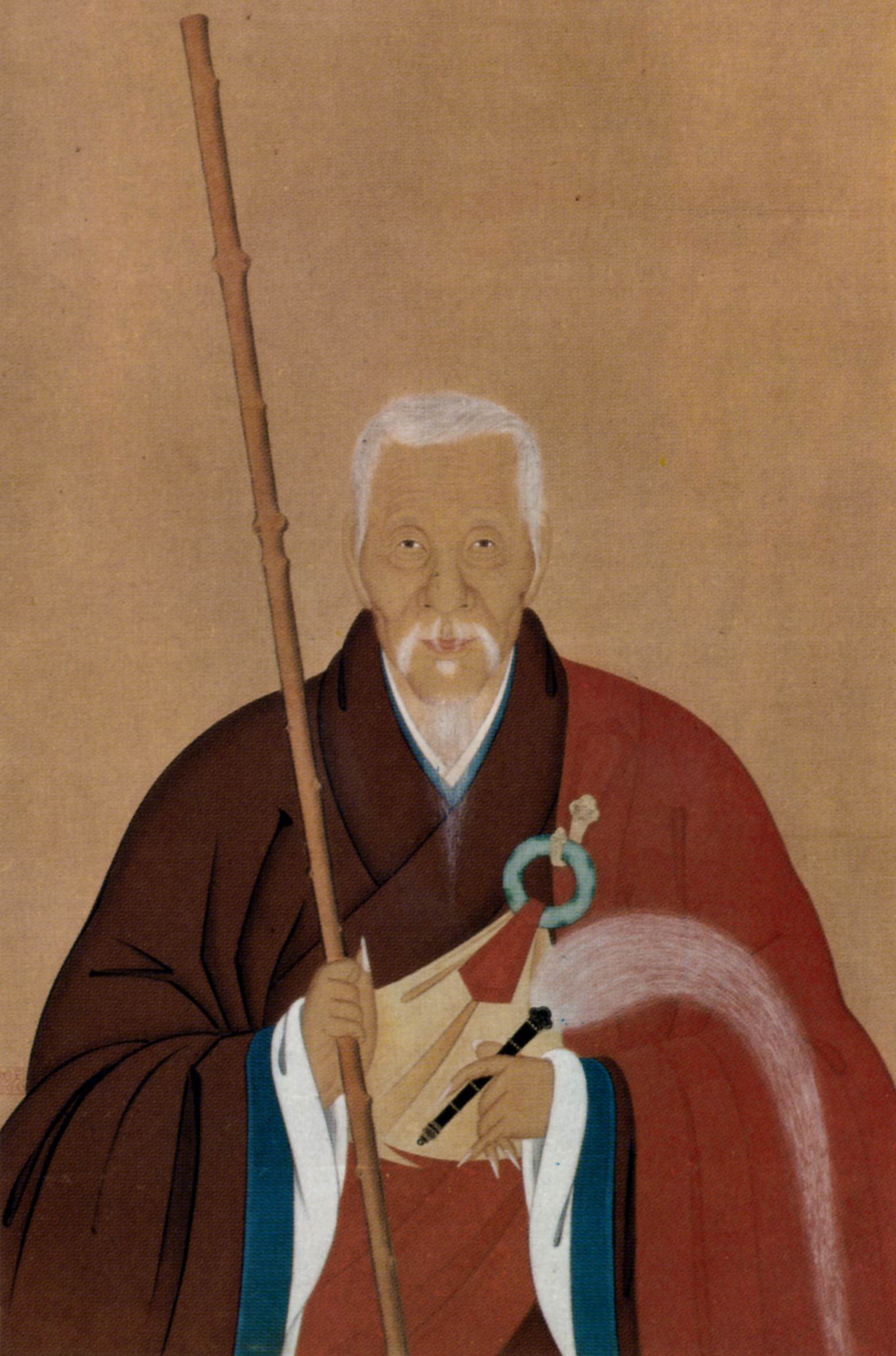
Ingen Ryūki, Gründer der japanischen Ōbaku-Schule (Hängerolle, Mampuku-Tempel, 1671

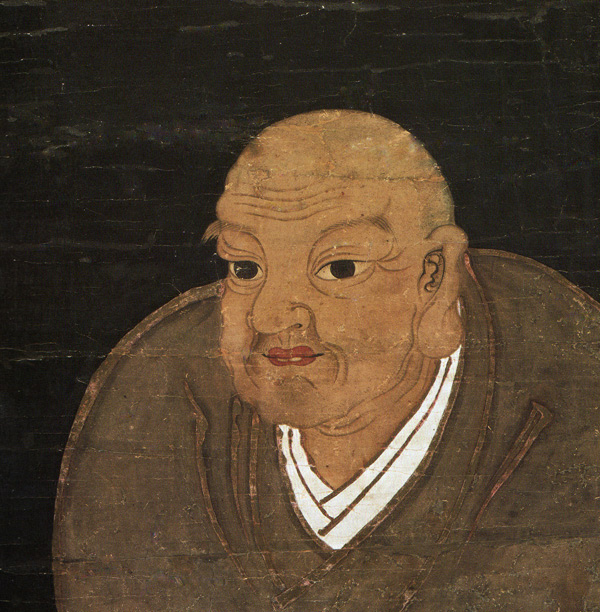
Nichiren, Gründer des Nichiren-Buddhismus (Bildrolle im Kuon-Tempel, Präfektur Yamanashi)

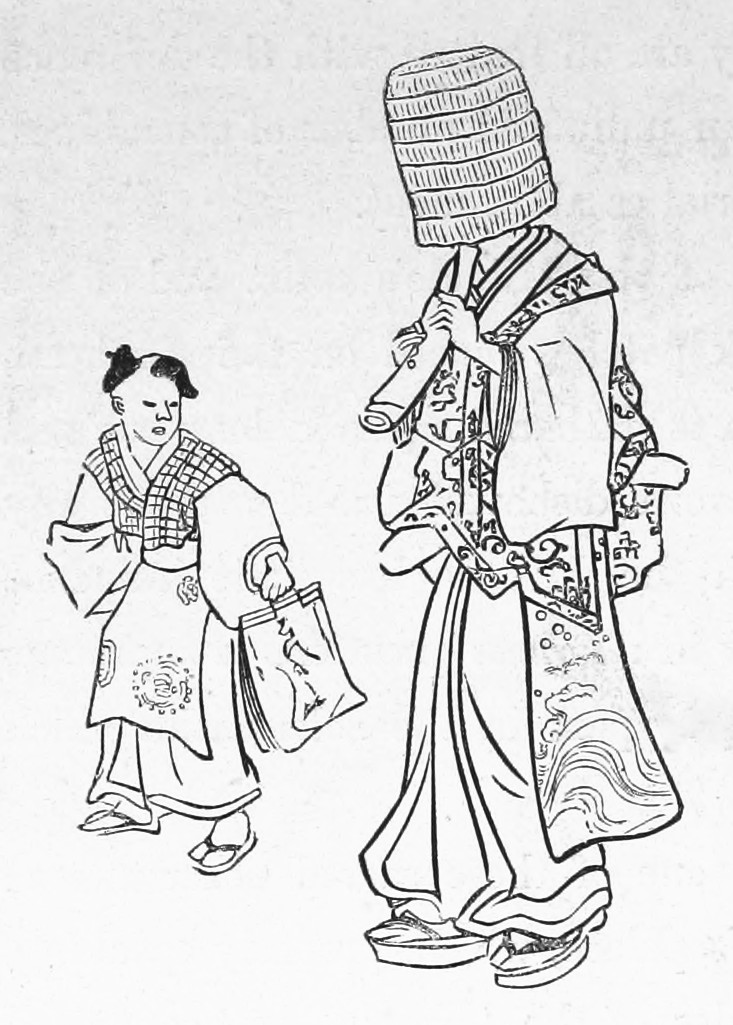
Zeichnung eines Bettelmönches der Fuke-Schule aus Sketches of Japanese Manners and Customs (London, 1867). Die Bildunterschrift im Buch lautet: „A begging criminal“.

Die Geschichte des Buddhismus (jap. 仏教, bukkyō, wörtlich Buddha-Lehre) in Japan lässt sich grob in fünf Perioden unterteilen: (1) die Epoche seit seiner Einführung bis zum Ende der Nara-Zeit (6. Jh. bis 784), geprägt durch die Ausbildung des ersten Staatsbuddhismus und die sogenannten sechs Nara-Schulen, (2) die Heian-Zeit (794–1185), geprägt durch den Aufstieg der Shingon- und Tendai-Schule, (3) das japanische Mittelalter (1185 bis etwa 1600), geprägt durch das Aufkommen neuer Schulen und Umbrüche, (4) die Tokugawa-Zeit (1600–1868) mit verstärkter staatlicher Kontrolle und der Ausbreitung des Danka-Systems und (5) die Moderne ab 1868 mit der Trennung von Shintō und Buddhismus (Shinbutsu-Bunri) sowie dem Aufkommen neuer Gruppen.

## Frühe chinesische Überlieferungen
Dem chinesischen „Buch der Liang-Dynastie“ (Liáng-shū, 635) zufolge reisten im Jahre 467 fünf Mönche aus Gandhara über das Meer ins Land Fusang (chines. 扶桑, jap. Fusō), das als Territorium im japanischen Archipel interpretiert wird:
Fusang liegt über 20,000 Li östlich des Reiches Dahan im Osten von China. (…) In alten Zeiten wusste das Volk von Fusang nichts von Buddhas Lehre, aber im zweiten Jahr der Regierungsdevise Dà Míng (=458) der Früheren Song-Dynastie reisten fünf Mönche aus dem Land Jìbīn (=Kaschmir) von Gandhara nach Fusang, brachten Buddhas Lehre, Schriften und Bilder in Umlauf und propagierten den Rückzug von der Welt. Schließlich änderten sich die Bräuche (in Fusang).

## Von der Einführung des Buddhismus bis zum Ende der Nara-Zeit
Die Einführung des Buddhismus in Japan ist ab 552 sicher datiert, als Mönche aus dem koreanischen Reich Baekje nach Nara kamen. Nach allerlei Auseinandersetzungen unter einflussreichen Sippen begann sich der Buddhismus einige Jahre später auszubreiten, als Kaiserin Suiko und der mythenumwobene Kronprinz Shōtoku das Interesse des Kaiserhauses an der neuen Religion weckten. Im Jahre 607 wurde eine kaiserliche Gesandtschaft zur Sui-Dynastie nach China geschickt, um Kopien der Sutras zu beschaffen. Mit der Zeit wuchs die Zahl buddhistischer Geistlicher, weshalb man geistliche Ränge und Hierarchien einführte, darunter die wichtigen Rangstufen Sōjō (僧正) und Sōzu (僧都). Die frühen japanischen Quellen zeigen allerlei Beschränkungen. Ordinationen setzten eine staatliche Genehmigung voraus, die Zahl der neuen Mönche war festgelegt. Im Jahr 627 gab es in Japan 46 buddhistische Tempel mit 816 Mönchen und 569 Nonnen.
Dieser staatlich reglementierte und zugleich vom Staat zur Stärkung des Herrschaftssystems genutzte Buddhismus erlebte seine Blütezeit in der Nara-Zeit (710–784) unter dem Tennō Shōmu. Dieser ließ sich nicht nur ordinieren, sondern veranlasste auch den Bau des Tōdai-Tempels (Tōdai-ji) in der Hauptstadt Nara sowie diverser Provinztempel zum Schutze des Landes. Auf sein Bestreben hin wurden zudem die Kegon- und die Risshū-Schulen eingeführt und mit vier anderen bereits etablierten Schulen dem Tōdai-Tempel zugewiesen. Bei diesen „Sechs Schulen der südlichen Hauptstadt“ (南都六宗, Nanto rokushū, auch Nanto rikushū) handelt es sich um:
1. Risshū (Vinaya),
2. Jōjitsu-shū (Satyasiddhi),
3. Kusha-shū (Abhidharma)
4. Sanron-shū (Madhyamika),
5. Hossō-shū (Yogacara),
6. Kegon-shū (Hua-yen).

Soweit die dürftige Quellenlage erkennen lässt, handelt es sich nicht um Schulen mit deutlicher Abgrenzung, sondern eher um „Studiengruppen“. Auch suchten die Tempel nach Möglichkeit Mönchsgelehrte zu gewinnen, die sich in mehreren Schulrichtungen auskannten.

### Risshū
Von Dào Xuān (道宣, jap. Dōsen, 596–667) in China um 650 gegründet, wurde diese Richtung durch den chinesischen Mönch Jiàn Zhēn (鑒真, jap. Ganjin) im Jahre 753 nach Japan vermittelt. Diese dem Hinayana-Buddhismus zugeordnete Schule befasste sich besonders mit dem Vinaya, d. h. den Mönchsregeln im Tripitaka (jap. Taishō Shinshū Daizōkyō). Als Grundtext dienen die um das Jahr 400 angefertigten „Vier Arten der Verhaltensregeln“ (四分律, jap. Shibun-ritsu), eine chinesische Übertragung des Vinayapitaka durch den Mönch Buddhayaśa (仏陀耶舎, jap. Butsudayasha). Bedeutende japanische Vertreter dieser Richtung sind Eizon (1201–1290) und dessen Schüler Ninshō (1217–1303).

### Jōjitsu-shū
Der grundlegende Text der zwischen 600 und 625 eingeführten „Schule der Realisierung der Wahrheit“ ist der von dem indischen Philosophen Harivarman verfasste „Diskurs zur Etablierung der Wahrheiten“ (skt. Satyasiddhi-śastrā, chines. Chéngshí-lùn, jap. Jōjitsu-ron). Die nach Japan vermittelte chinesische Übersetzung wurde von dem aus Kuqa stammenden Mönchsgelehrten Kumārajīva angefertigt. Der Text geht besonders auf die sogenannten „Vier Edlen Wahrheiten“ ein. Ihm zufolge sind die dharma (Phänomene) lediglich als Worte existent.
In Japan hielt sich diese Richtung als eigenständige Schule nur kurz zu Anfang des 8. Jahrhunderts. Die Satyasiddhi-Schule gilt als eine Abspaltung der Sautrantika-Schule, die dem indischen Nikaya-Buddhismus zugeordnet wird. Sie lehnt den dritten Teil oder Korb des buddhistischen Pali-Kanons, den Abhidharma, ab, der nicht als „Wort des Buddha“ akzeptiert wurde.

### Kusha-shū
In der Nara-Zeit (710–784) von China nach Japan eingeführt, leitete diese Schule (倶舎宗) ihren Namen von der „Schatzkammer der Dogmatik“ (jap. Abidatsuma-kusha-ron) ab. Dieser Text (skt. Abhidharma-kośa) wurde von dem indischen Philosophen Vasubandhu im 4. oder 5. Jahrhundert verfasst und von diesem auch kommentiert (skt.Abhidharma-kośa-bhāṣyam). Die chinesische Übersetzung (651-54) geht auf den Pilgermönch Xuán Zàng zurück. Der inhaltlich umfangreiche Text stellt besonders die Lehren der Sarvastivada- und der Sautrantika-Schule detailliert vor, wobei er zur Position der letzteren neigt. Im Jahre 793 ging diese Richtung in der Hossō-Schule (Hossō-shū) auf.

### Sanron-shū
Die „Schule der drei Diskurse“ (三論宗, chines. Sānlùn-zōng, jap. Sanron-shū) hat ihre Wurzeln in der Schule des „Mittleren Wegs“ (Madhyamaka) des Mahayana-Buddhismus. Sie kam Anfang des 7. Jahrhunderts nach Japan und baut, wie ihr Name anzeigt, auf drei Diskursen oder Erörterungen (skt. śāstra, jap. ron) auf: (1) dem „Diskurs zum Mittleren Weg“ (skt. Madhyamaka-śastrā, jap. Chūron), (2) dem „Diskurs zu den Zwölf Zugängen“ (skt. Dvādaśa-nikāya-śāstra, jap. Jūnimon-ron) und (3) dem „Diskurs in hundert Strophen“ (skt. Śata-śastrā, jap. Hyaku-ron). Beim ersten, im 4. Jahrhundert entstandenen Text handelt es sich um einen Kommentar zu Nagarjunas „Versen des Mittleren Wegs“ (Mūla-madhyamaka-kārikā). Die Urheberschaft ist umstritten. Der zweite Text stammt von dem indischen Philosophen Nagarjuna (jap. Ryūju), der dritte von dessen Schüler Aryadeva (jap. Daiba). Die chinesische Übersetzung aus dem Sanskrit wurde von dem aus dem zentralasiatischen Reich Kuqa stammenden Mönchsgelehrten Kumārajīva (jap. Kumarajū) vorgenommen.
Die „Schule der drei Diskurse“ radikalisierte die Logik des Tetralemma und postuliert, dass Erscheinungen weder wirklich existent noch absolut nicht-existent sind, sondern durch das Fehlen von Dauerhaftigkeit und Substanz gekennzeichnet sind. Sie erreichte Japan Anfang des 7. Jahrhunderts durch die koreanischen Mönche Hyeja (恵慈, jap. Eji), Hyechong (慧聡, jap. Esō) und Hyegwan (慧灌, jap. Ekan) nach Japan gebracht.

### Hossō-shū
Die Yogacara-Schulen (瑜伽行派, jap.Yugagyō-ha) bauen auf frühem indisch-buddhistischen Gedankengut auf, das zum Großteil von dem indischen Patriarchen Vasubandhu (jap. Seshin) und dessen älterem Halbbruder Asaṅga entwickelt worden war. Sie werden auch „Nur-Bewusstseins-Schulen“ (skt. Vijñānavāda) genannt wegen ihres Postulats, dass alle Erscheinungen lediglich Erscheinungen des Geistes sind, der sich der wahren Wirklichkeit nur insofern zuwende, als er gegenstandslos bleibe.
Die Hossō-Schule (etwa: Schule der Dharma-Eigenschaften) wurde um 630 von dem chinesischen Mönch Xuanzang (玄奘, jap. Genjo) gegründet und etwa 653 bis 660 durch den japanischen Mönch Dōshō (道昭), der in China von Xuánzàng und Kuī Jī unterwiesen worden war, in Japan verbreitet. Bei dem wichtigsten Text dieser Richtung, Xuang Zangs „Diskurs, dass alles nur Bewusstsein ist“ (成唯識論, jap. Jōyuishiki-ron), handelt es sich in weiten Teilen um eine Übertragung des von dem brahminischen Gelehrten Dharmapala (護法, jap. Gohō) verfassten Textes Vijñaptimātratā-siddhi-śāstra. Diese Schule postuliert unter anderem das Konzept des „Speicher- oder Grundbewusstseins“ (阿頼耶識, jap. arayashiki; auch 無没識, mumotsushiki), eine Art überindividuelles und in ständiger Veränderung begriffenes Kontinuum karmagestaltender Kräfte, welches die Weise der Erfahrung der Welt seitens eines Lebewesens bestimmt.
Die Hossō-Schule war dem Geschlecht der Fujiwara verbunden und hatte ihren Hauptsitz im Familien-Tempel dieser mächtigen Sippe. Von hier aus kontrollierte sie auch in den Jahrhunderten nach dem Umzug der Regierenden nach Heian-kyō (Kyōto) die Provinz mit.

### Kegon-shū
Von Dùshùn (杜順; jap. Dojun) in China um 600 unter dem Namen Huāyán zōng begründet, wurden die Lehren der Kegon-Schule (華厳宗, jap. Kegon-shū;„Schule verherrlichender Blumenpracht“) 736 durch den koreanischen Mönch Simsang (審祥, jap. Shinshō) nach Japan gebracht. Dies ist die einzige Schule der Nara-Zeit, die sich auf ein Sutra, dem Kegongyō (華厳経, skt. Avataṃsaka-sūtra), begründet. Der Text legitimiert Herrscher, die den Buddhismus fördern, und verspricht ihnen Schutz und Wohlstand. Die Schule erhielt starke Unterstützung durch den Tennō Shōmu, der ihr den Tōdai-Tempel errichten ließ und dabei den Staatshaushalt ruinierte.

## Heian-Zeit
In der frühen Heian-Zeit gelangte der esoterische oder tantrische Buddhismus (Vajrayana; chin. mìzōng, 密宗, jap. mikkyō, 密教) durch die Mönche Saichō und Kūkai aus China nach Japan.

### Tendai-shū
Die Tiandai-Schule (天台宗, chines. Tiāntái zōng, jap. Tendaishū) wurde um 550 in China von Zhì Yǐ (智顗, jap. Chigi) gegründet. Im Jahre 804 reiste der japanische Mönch Saichō (最澄) zum Klosterberg Tiantai in China. Nach seiner Initiation kehrte er 805 mit einer großen Anzahl von Sutras und Kommentaren nach Japan zurück. Als Haupttext seiner Schule dient das Lotus-Sutra (法華経, jap. Hokkekyō). Saichō schloss jedoch auch das Studium und die Praxis des Vajrayana mit dem Schwerpunkt auf dem Mahavairocana Sutra (jap. Dainichikyō, 大日経) ein.

### Shingon-shū
Als Saichō im Jahre 804 an der Spitze einer offiziellen Gesandtschaft nach China aufbrach, war in seiner Reisegruppe der dreißigjährige Mönch Kūkai (空海). Dieser studierte in Chang’an, der Hauptstadt der chinesischen Tang-Dynastie (heute Xi’an), den esoterischen Buddhismus bei Huìguǒ (jap. Keika). Nach seiner Initiation und dem Tode von Huìguǒ kehrte Kūkai nach Japan zurück, wo es ihm gelang, die Shingon-Schule (真言宗, jap. Shingon-shū) als eigenständige Schulrichtung zu etablieren.
Kūkai nahm zwei Linien der Lehre auf: eine, die auf dem Mahavairocana-Sutra basierte (jap. Dainichikyō), und eine andere, die auf dem Vajrashekhara (jap. Kongōchōgyō, 金剛頂経) aufbaut. In dieser Schule stellt die konkrete Welt die höchste Wirklichkeit dar. Ziel der Praxis ist das durch eine esoterische Ritualistik gestützte „Buddha-Werden“.

## Kamakura, Muromachi- und moderne Zeit
In der Kamakura-Zeit kamen überaus einflussreiche Schulen auf. Die Lehren des Reinen Landes, die von Predigern wie Genshin verbreitet und von Mönchen wie Hōnen erläutert wurden, legen ihren Schwerpunkt auf die Errettung durch das Vertrauen in Amitabha. Sie entwickelten sich zu den größten buddhistischen Richtungen in Japan (und Asien) und fanden vor allem beim einfachen Volk Verbreitung. Demgegenüber wurden die philosophisch orientierten Zen-Schulen vorwiegend in den oberen gesellschaftlichen Schichten aufgenommen und übten so einen starken Einfluss auf die japanische Kultur aus.

### Amidistische Schulen

#### Jōdo-shū
Die Wurzel dieser Richtung ist die im 5. Jahrhundert durch den chinesischen Mönch Huì Yuàn (慧遠, jap. Eon) begründete „Schule des Reinen Landes“ (浄土宗, chines. Jìngtǔzōng, jap. Jōdo-shū). Sie wurde 1175 durch den der Tendai-Schule entstammenden Mönch Hōnen (法然) in Japan verbreitet. Im Zentrum ihrer Lehre steht das Vertrauen in den transzendenten Buddha Amitabha (jap. Amida, 阿弥陀) und die Hoffnung auf eine Wiedergeburt im „Reinen Land“ (skt. Sukhāvatī), einem Daseinsbereich außerhalb des Zyklus von Geburt und Wiedergeburt (skt. Samsara), in dem alle Bedingungen zur Erlangung der Buddhaschaft gegeben sind. Aus dieser Schule ging im 13. Jahrhundert die heute größere Schule des Jōdo-Shinshū hervor. Unter den Texten spielt der „Sutra des unendlichen Lebens“ (無量壽経, jap. Muryojukyō) eine wichtige Rolle, in der Praxis die nembutsu (念仏, chines. niànfó, „Vergegenwärtigung Buddhas“) genannte Anrufung von Amida.

#### Jōdo-Shinshū
Die „Wahre Schule des Reinen Landes“ (浄土真宗, Jōdo-Shinshū) ist eine der vier neuen Schulen der Kamakura-Zeit. Sie wurde von Shinran (親鸞) begründet und im 15. Jahrhundert von Rennyo (蓮如) weiter entwickelt. Die dem Jōdo-shū nahestehende Schule beruft sich auf den Sûtra des Landes der Glückseligkeit (skt. Sukhâvatîvyuûhasûtra, jap. Amida-kyō, 阿弥陀経). Im Zentrum ihrer Lehre steht das Vertrauen in den transzendenten Buddha Amitabha (jap. Amida, 阿弥陀) und die Hoffnung auf eine Wiedergeburt in seinem „Reinen Land“.

### Zen-Schulen
Der in China ab etwa dem 5. Jahrhundert entstandene, vom Daoismus beeinflusste Chán (禅, jap. Zen) leitet seinen Namen vom Sanskritwort Dhyna (chines. Chán’na, 禅那) ab, das etwa so viel wie „Zustand meditativer Versenkung“ bedeutet. Das Wort Zenmeister (Zenji) erscheint bereits in japanischen Schriften der Nara-Zeit, wurde damals aber für alle nicht offizielle ordinierten Personen verwendet, die buddhistische Rituale praktizierten. Eigenständige Zen-Schulen (禅宗, Zen-shū) kamen erst seit dem 12. Jahrhundert auf.

#### Sōtō-shū
Die Sōtō-Schule beruft sich auf die chinesischen Chan-Patriarchen Dòngshān Liángjiè (洞山良价, jap. Tōzan Ryōkai) und dessen Schüler Cáoshān Běnjì (曹山本寂, jap. Sōsan Honjaku), deren Namen in den Namen der Schule (曹洞宗, chines. Cáodòng zōng, jap. Sōtō-shū) eingingen.
Der japanische Mönch Dōgen (道玄) brachte die Lehren dieser Schule aus China nach Japan und begründete 1243 den Eihei-Tempel (Eihei-ji). Der zweite Haupttempel Sōji-ji wurde 1321 von Keizan Jōkin (瑩山紹瑾) eröffnet. Die Schule betont die immanente Buddha-Natur aller Wesen sowie die Identität von Übung und Erleuchtung und legt ein großes Gewicht auf die meditative Praxis des „nur Sitzens“ (只管打坐, jap. shikantaza) oder Zazen (座禅). Besonders den Prajnaparamita-Sutras kommt großes Gewicht zu.

#### Rinzai-shū
Der Name dieser Schule geht auf deren Gründer, den chinesischen Mönch Línjì Yìxuáni (臨濟 義玄, jap. Rinzai Gigen) zurück. Die im 9. Jahrhundert entstandenen Lehren und Praktiken wurden im 12. Jahrhundert durch den japanischen Tendai-Mönch Myōan Eisai (明菴 栄西, gewöhnlich zu Eisai verkürzt) nach Japan gebracht. Die Rinzai-Schule (臨濟宗, chines. Línjì zōng, jap. Rinzai-shū) übte einen großen Einfluss auf die japanische Kultur aus über ihre Teezeremonie (Sadō), ihre Gartenkunst sowie der strengen praktischen Übungen, die neben der Sitzmeditation (Zazen), das meditative Gehen (経行, chines. Jīngxíng, jap. Kinhin) und die meditative körperliche Arbeit (作務, jap. Samu) umfassen.

#### Ōbaku-shū
Diese Zen-Schule, die enge Beziehungen zur Rinzai-Schule aufweist, wurde von dem chinesischen Mönch Yǐnyuán Lóngqí (隠元 隆琦, jap. Ingen Ryūki) begründet. Im Alter von 64 Jahren folgte er einer Einladung nach Japan und landete 1654 mit zahlreichen chinesischen Schülern und Kunsthandwerkern in Nagasaki an. 1661 erhielt er die Erlaubnis, seinen Sitz in einem Tempel in Uji zu nehmen, dem er den Namen des im chinesischen Gebirge Huángbò (黄檗, jap. Ōbaku) liegenden Tempels Wànfúsì (萬福寺, jap. Mampuku-ji) gab. Die Lehren sind – wie die des Chan-Buddhismus nach der Song-Zeit insgemein – synkretistisch und umfassen die aus dem Amitabha-Buddhismus übernommene Praxis des Nembutsu ebenso wie das Mantra und Dhāraṇī des tantrischen Buddhismus.

#### Fuke-shū
Die Fuke-Schule (Fuke-shū, 普化宗) war eine Bewegung innerhalb des japanischen Zen-Buddhismus, die sich auf den chinesischen Chan-Meister und Wandermönch Pǔhuà, (普化, jap. Fuke) berief und der Überlieferung zufolge im 13. Jahrhundert von Shinji Kakushi (心地覚心) nach Japan gebracht worden sein soll. Ihre Etablierung als eigenständige Schule erfolgte allerdings erst im 17. Jahrhundert. Die ihr zugehörigen Wandermönche hießen zunächst komosō (薦僧, „Strohmatten-Mönche“), später komusō (虚無僧, „Mönche der Leerheit“). Als Hauptsitze galten der Ryōhō-Tempel (鈴法寺, Ryōhō-ji) in der Provinz Musashi, der Ichigatsu-Tempel (一月寺, Ichigatsu-ji) in der Provinz Shimousa und der Myōan-Tempel (明暗寺, Myōan-ji) in Shirakawa, Kyōto. Die lockere Organisationsform und das unstete Wanderleben vieler Anhänger, unter denen sich viele herrenlose Samurai befanden, weckten immer wieder den Argwohn der Tokugawa-Behörden, die 1847 die Tempel auflösten und die Mönche der Rinzai-Schule unterstellten. 1871 verbot die neue Meiji-Regierung die Fuke-Schule per Kabinettsbeschluss. Soweit aus der Quellenlage erkennbar, spielte das Studium der Schriften eine untergeordnete Rolle. Eine zentrale Bedeutung kam dem Musizieren mit der Bambusflöte Shakuhachi zu. Dieses sollte in Verbindung mit einem Höchstmaß an Konzentration zur Erleuchtung führen, weshalb man auch von „Blas-Zen“ (吹禅, jap. suizen) spricht.

### Nichiren-Buddhismus
Die Schulen des Nichiren-Buddhismus berufen sich auf den Mönch Nichiren (日蓮, „Sonnen-Lotus“) und seine erstmals im Jahre 1253 verkündeten Lehren. Nichiren sah im Lotus-Sutra (妙法蓮華経, Myōhō renge-kyō; abgekürzt 法華経, Hokkekyō) den einzigen vollkommenen Ausdruck der wahren Lehre des Shakyamuni (Siddhartha Gautama) und stellte das Mantra Nam(u) myōhō rengekyō (南無妙法蓮華経) in den Mittelpunkt seiner Praxis. Nichiren, der aus der Tendai-Schule stammte, hatte selbst keine Neugründung beabsichtigt. Offizielle Schulen des Nichiren-Buddhismus kamen erst seit dem 19. Jahrhundert auf: zunächst die traditionsorientierte „Nichiren-Schule“ (Nichiren-shū) und 1912 die „Wahre Nichiren-Schule“ (Nichiren Shōshū). Weitere Denominationen folgten wie die Sōka Gakkai („Werteschaffende Gesellschaft“), Risshō Kōseikai („Gesellschaft für Aufrichtung von Recht und mitmenschlichen Beziehungen“) und Reiyūkai („Gesellschaft der Freunde der Geister“), die der Gruppe der „Neuen Religionen“ (Shin-shūkyō) zugeordnet werden.

## Chronologie
- 654: Dōshō führt die Hossō-shū (chines. Faxiang) in Japan ein.
- 736: Bodhisena führt die Kegon-shū (chines. Huayan) in Japan ein.
- 753: Ganjin führt die Ritsu-shū (chines. Lü, Vinaya) in Japan ein.
- 807: Saichō führt die Tendai-shū (chines. Tiantai zong) in Japan ein.
- 816: Kūkai gründet die Shingon-shū.
- 1175: Hōnen führt die Jōdo-shū (Reines Land) in Japan ein.
- 1191: Eisai führt die Rinzai-shū (chines. Linji) in Japan ein.
- 1227: Dōgen führt die Sōtō-shū (chines. Caodung) in Japan ein.
- 1253: Nichiren verkündet nach zehnjährigem Studium erstmals seine Lehren.
- 1654: Ingen führt die Ōbaku-shū (chines. Huangbo) in Japan ein.

## Buddhismus in der Spannung aus Religion und Politik
Während der Tokugawa-Zeit (auch Edo-Zeit, 1603–1868) festigte sich der Buddhismus im Zuge der japanischen Abschottung von China, vom globalen Westen sowie vom Christentum unter der feudalen Shogun-Herrschaft zur Staatsreligion und wurde Teil des politischen Feudalsystems. Somit öffnete sich die rein religiöse Praxis, die durch einen Synkretismus von vielerlei Traditionen (vgl. Shinbutsu-Shūgō) geprägt war, für politische Tätigkeiten wie etwa sozialrechtliche Entscheidungen, die in buddhistischen Klöstern getroffen wurden.
Mit Beginn der Meiji-Zeit im Jahr 1868 wurde die bisherige Feudalherrschaft aufgelöst und es geschah eine (erneute) Öffnung des Landes gegenüber dem globalen Westen (vor allem Europa), durch die es zur radikalen Modernisierung des Landes kam. Da der Buddhismus noch immer als wesentlicher Teil des Feudalsystems verstanden wurde, wurde er in der ersten Phase der Meiji-Reformen (1868–1873) verboten. Im Zuge der Trennung von Buddhismus und Shintō (Shinbutsu-Bunri) wurden buddhistische Statuen, Bilder und Reliquien aus den Shintō-Schreinen verbannt, buddhistische Klöster wurden aufgelöst und Tempel wurden geschlossen. Die mit dem Buddhismus lange Zeit verwobene Verehrung von Shintō-Gottheiten (Kami) wurde beendet und es musste ein Staats-Shintō neu konzipiert werden. Dieser war ausschließlich der Verehrung des neu eingesetzten Kaisers vorbehalten, um so die nationale Identität zu stärken. Da allerdings buddhistische Mönche aus den aufgelösten Klöstern für den vermeintlichen Staatsdienst an den Shintō-Schreinen eingesetzt wurden, war der japanische Buddhismus zwar einerseits dadurch gezwungen, sich neu zu definieren, andererseits konnten so jedoch traditionell buddhistische Praktiken unter einer Art politischem Deckmantel fortgeführt werden.
Es entstand ein Reformbuddhismus und dieser neu gedachte japanische (Amida-)Buddhismus verstand sich mit der Zeit mehr und mehr als Grundpfeiler für den japanischen Nationalismus, der durch den Shintō mit seinen neu geschaffenen überregionalen Organisationsformen forciert wurde. In Abgrenzung zum Staats-Shintō behielt die Bevölkerung auch im Alltag allerlei alte Gewohnheiten wie bspw. die Verehrung verschiedener Geister bei. An diese Alltagsreligiosität knüpfte der sich neu herausbildende Sekten-Shintō an.
Auch heute noch gehören viele Familien einer bestimmten buddhistischen Schule an und sind einem Tempel dieser Richtung besonders verbunden (Danka-System), doch hat das mit einigen wenigen Ausnahmen (z. B. Nichiren-Schule) keinen Einfluss auf Besuche anderer Tempel und Schreine einschließlich der Verehrung der jeweiligen Gottheiten.